# 6986 Asamayama
6986 Asamayama eller 1994 WE är en asteroid i huvudbältet som upptäcktes den 24 november 1994 av den japanska astronomen Takao Kobayashi vid Ōizumi-observatoriet. Den är uppkallad efter den japanska vulkanen Asama.
Asteroiden har en diameter på ungefär 5 kilometer och den tillhör asteroidgruppen Koronis.